# キリン休む日のAlc.0.00%
キリン休む日のAlc.0.00%（キリンやすむひのアルコール0.00%）は、麒麟麦酒株式会社（二代目）が製造・販売していたノンアルコールの炭酸飲料。製造工場は滋賀工場（閉鎖される以前は栃木工場でも製造されていた）。

## 商品概要
「休む日のAlc.0.00%」は、40歳代から50歳代の男性をターゲットにした、休肝日向けのアルコール度数0.00%ノンアルコールビールテイスト飲料である。前年に発売されたアルコール度数0.00%のキリンフリーの技術が活かされている。
「休む日のAlc.0.00%」誕生の背景には、お酒と上手に付き合いまた、休肝日を設けたいという40歳代から50歳代の男性の要望があった。アルコール度数0.00%に加えて、これまでにないノンアルコールのビールテイスト飲料として、オルニチンを配合している。人体にも存在するオルニチンは、肝臓の働きを保つ役割がありまた、アンモニアの解毒を促進することで、飲酒によるアルコール性疲労を防ぐことが期待される成分である。このオルニチンは協和発酵バイオ株式会社が発酵法により生産し、「休む日-」の1缶350mlあたり400mgのオルニチンを配合しており、その量はシジミ900個分に相当する（「休む日-」配合のオルニチンは、ブドウ糖から生成されている。）。「休む日-」には、休肝日の推奨による社会貢献の役割もある。
麒麟麦酒株式会社は発売に先駆け、六本木でイベントを開催し、キリンホールディングス代表取締役社長は、同新商品による消費者の健康サポートへの積極的な姿勢を見せ、「お酒を売る会社がお酒を飲まない日を提案する画期的飲料」と説明した。
2010年、キリングループは、グループ企業4社による「キリン プラス-アイ」の事業を立ち上げた。麒麟麦酒株式会社、キリンビバレッジ株式会社
、小岩井乳業株式会社、キリン協和フーズ株式会社（現・MCフードスペシャリティーズ株式会社）の4社からなり、食と健康を追求する事業である。「休む日のAlc.0.00%」は「キリン プラス-アイ」第1弾の商品のうちの1つである、いずれの商品もオルニチン配合になる。
「休む日のAlc.0.00%」は350ml缶が日本全国にて販売され、発売年となる2010年の年間販売目標は40万ケース（1ケースは633mlの大瓶20本で換算。約5,000kl）である。
2012年4月11日には、初のリニューアルが実施された。従来のコクと飲みごたえのある味覚から、マイルドでリッチな飲み心地の味覚にブラッシュアップされ、パッケージは、全体的な配置は維持されたが、従来の金と紺色のカラーリングと麦のイラストを使うことで、本格感を演出したデザインから「ココロ安らぐ休肝日」と「マイルドでリッチな味わい」を表現したクリーム色と金色を基調としたデザインに変更されている。
2015年6月16日に「キリンフリー」の横展開商品として「機能性表示食品」（特定保健用食品と同様に特定の保健の目的が期待できる旨を表示するものとして消費者庁に届け出されたが、個別審査を受けていない食品）扱いの「パーフェクトフリー」が発売後も当商品は併売されていたが販売数が大幅に減少したため2015年12月までに販売終了となった。
| 麦芽                                                             |
| オルニチン                                                       |
| 砂糖類 （マルトオリゴ糖、グルコオリゴ糖） （リニューアル後のみ） |
| ホップ                                                           |
| 麦芽エキス （リニューアル以前のみ）                              |
| 酸味料                                                           |
| 香料                                                             |
| 調味料（アミノ酸等）                                             |
| 酸化防止剤（ビタミンC）                                          |
| 甘味料 （アセスルファムK） （リニューアル以前のみ）              |

| エネルギー | 18 → 16 kcal           |
| たんぱく質 | 0.3 - 0.5 →0.2 - 0.5 g |
| 脂質       | 0 g                    |
| 糖質       | 4.2 → 3.6 g            |
| 食物繊維   | 0 - 0.1 g              |
| ナトリウム | 0 - 10 mg              |
| オルニチン | 115 mg                 |

## CMキャラクター
リニューアル後
- 佐々木則夫（サッカー日本女子代表監督）
- 安田美沙子

リニューアル前
- 吹石一恵
- 水橋研二
- キューカン鳥のキューカンちゃん - 休肝日を推奨する九官鳥のマスコット。「キューカン鳥・パペット」篇で、吹石一恵の手によりパペットとして操られている。